# Illinoia lambersi
Illinoia lambersi är en insektsart som först beskrevs av Macgillivray 1960.  Illinoia lambersi ingår i släktet Illinoia och familjen långrörsbladlöss. Inga underarter finns listade i Catalogue of Life.